# George Rogers (homme politique)
Pour les articles homonymes, voir George Rogers et Rogers.
George Henry Roland Rogers, (9 décembre 1906 - 19 février 1983) est un député travailliste britannique.

## Biographie
Rogers fait ses études dans les écoles primaires et secondaires de Middlesex. Il est conseiller au Wembley Borough Council de 1937 à 1941 et travaille comme commis aux chemins de fer, puis comme consultant industriel pour London Transport. Il est membre de la TSSA. Pendant la Seconde Guerre mondiale, il est caporal dans les transmissions royales.
Rogers est élu député de Kensington North en 1945. Il est secrétaire parlementaire privé de George Strauss, ministre des Approvisionnements de 1947 à 1949 et de Kenneth Younger, ministre d'État aux Affaires étrangères en 1950. Il est délégué à l'Assemblée des Nations Unies en 1950 et au Conseil de l'Europe et à l'Union de l'Europe occidentale de 1961 à 1963.
Il est whip de l'opposition de 1954 à 1964 et membre du comité des présidents des Communes de 1952 à 1954 et 1966. Il est lord commissaire du Trésor et whip du gouvernement d'octobre 1964 à janvier 1966. Rogers est nommé membre de l'ordre de l'Empire britannique en 1965 et quitte le Parlement en 1970.